# Neo-Sannyas
Das Neo-Sannyas, auch Bhagwan-Bewegung genannt, ist eine 1970 von Chandra Mohan Jain (genannt „Bhagwan Shree Rajneesh“ und ab 1989 „Osho“) begründete, nicht asketische Form des Sannyas (von der spirituellen Suche bestimmte Lebensart), wobei das Präfix „Neo-“ im deutschen Sprachgebrauch in der Regel wegfällt und Mitglieder der Neo-Sannyas-Bewegung deswegen in Deutschland meist einfach nur als Sannyasins bezeichnet werden.

## Bezug und Unterschied zum traditionellen Sannyas
Die Neo-Sannyas-Bewegung wurde am 28. September 1970 gegründet, als Bhagwan Shree Rajneesh seine ersten Schüler initiierte und ihnen dabei auch einen neuen Namen gab, Frauen z. B. Ma Dhyan Shama, Männern z. B. Swami Satyananda. 
Bis September 1985 trugen Neo-Sannyasins sämtlich orange oder rote Kleider und eine Mala (Halskette) mit 108 Holzkugeln und dem Bild ihres Gurus – ein Äußeres, das bis dahin ausschließliches Attribut traditioneller indischer Sannyasins gewesen war. Mit der daran anknüpfenden Gewandung seiner Neo-Sannyasins wollte Osho so einen bewussten Gegenentwurf zum verzichtgeprägten Sucherethos der Vergangenheit etablieren. Dementsprechend gehen Neo-Sannyasins heute oft einem Lebensstil nach, der sich äußerlich kaum von dem ihres gesellschaftlichen Umfelds abhebt. Die einzigen definierten Elemente sind Bewusstheit und Meditation geblieben.
Eine offizielle Initiation zum Neo-Sannyasin gibt es heute nicht mehr, vielmehr initiiert sich jeder Interessierte selbst.